# Katherina Reiche
Katherina Birgitt Reiche (nacida el 16 de julio de 1973 en Luckenwalde, Alemania Oriental) es una política y ejecutiva alemana afiliada a la Unión Demócrata Cristiana (CDU). Desde mayo de 2025, ocupa el cargo de ministra federal de Economía y Energía en el gabinete de Friedrich Merz.

## Biografía

### Formación académica
Reiche completó su Abitur en 1992 y estudió química en la Universidad de Potsdam, la Clarkson University en Nueva York y la Universidad de Turku en Finlandia, obteniendo su título de diplomada en 1997. Posteriormente, trabajó como asistente científica en la Universidad de Potsdam hasta 1998.

### Carrera política
Se unió a la CDU en 1996 y fue miembro del Bundestag desde 1998 hasta 2015. Durante su mandato, ocupó varios cargos, incluyendo vicepresidenta del grupo parlamentario CDU/CSU y secretaria de Estado parlamentaria en los ministerios de Medio Ambiente y Transporte. En 2002, fue incluida en el equipo de campaña de Edmund Stoiber como experta en políticas de familia y juventud, lo que generó críticas debido a su postura sobre temas bioéticos y su situación familiar en ese momento.
En mayo de 2025 fue elegida por Friedrich Merz para ocupar el cargo de Ministra Federal de Economía y Energía. 

### Actividad en el sector privado
En 2015, Reiche dejó la política para convertirse en directora general de la Asociación Alemana de Empresas Locales. En 2016, fue elegida presidenta del Centro Europeo de Empresas con Participación Pública.

## Actividades adicionales
Ha sido miembro de varios consejos y organizaciones, incluyendo el Consejo Alemán para el Desarrollo Sostenible, la Fundación Konrad Adenauer y el Deutsches Museum.

## Vida personal
En abril de 2025, se confirmó su relación con Karl-Theodor zu Guttenberg, exministro federal de Defensa y Economía.